# NGC 7318
NGC 7318 é um grupo de duas galáxias em colisão (NGC 7318a e NGC 7318b) pertencentes ao Quinteto de Stephan, na constelação de Pegasus. Essas galáxias estão a uma distância de 286 e 246 milhões de anos-luz da Terra.